# Shadow (album Lizz Wright)
Shadow – ósmy album, a siódmy studyjny, amerykańskiej wokalistki jazzowej Lizz Wright, wydany 12 kwietnia 2024 przez Blues & Greens Records.

## Lista utworów
Opracowano na podstawie materiału źródłowego.
| Shadow – 2024 | Shadow – 2024                   | Shadow – 2024 |
| Nr            | Tytuł utworu                    | Długość       |
| ------------- | ------------------------------- | ------------- |
| 1.            | „Sparrow”                       | 6:34          |
| 2.            | „Your Love”                     | 3:29          |
| 3.            | „Root of Money”                 | 3:13          |
| 4.            | „Sweet Feeling”                 | 5:34          |
| 5.            | „This Way”                      | 5:05          |
| 6.            | „Lost In The Valley”            | 4:29          |
| 7.            | „I Concentrate On You”          | 3:13          |
| 8.            | „Circling”                      | 4:49          |
| 9.            | „No More Will I Run”            | 3:34          |
| 10.           | „Who Knows Where The Time Goes” | 5:46          |
| 11.           | „I Made A Lover's Prayer”       | 4:19          |
|               |                                 | 50:05         |